# Freinsheim
Freinsheim là một thị xã và đô thị thuộc huyện Bad Dürkheim, trong bang Rheinland-Pfalz, phía tây nước Đức. Đô thị Freinsheim có diện tích 13,61 km², dân số thời điểm ngày 31 tháng 12 năm 2006 là 4935 người. Đô thị này nằm ở rìa đông của rừng Palatinate, cự ly khoảng 6 km về phía đông bắc của Bad Dürkheim và 17 km về phía tây của Ludwigshafen. Tại đây có một tòa tường thành dài hơn 1 km. Một số cư dân đã di cư sang Pennsylvania thập niên 1700.
Freinsheim là thủ phủ của Verbandsgemeinde ("đô thị tập thể") Freinsheim.